# Lola Schlepianoff
Lola Schlepianoff, née Hélène Elka Schlepianoff le 28 novembre 1900 à Paris et morte le 12 juillet 1983 à La Rochelle, est une pianiste de concert et une résistante française.

## Biographie
Hélène Elka Schlepianoff naît le 28 novembre 1900 dans le 5e arrondissement de Paris. Elle est la fille de Moïssei (Michel) Schlepianoff, d'origine ukrainienne, et d'Augustine Gourevitch, d'origine polonaise. Elle obtient un baccalauréat littéraire, puis poursuit des études d'infirmière laborantine.
Pianiste, elle est l'élève d'Alfred Cortot et obtient un 1er prix du Conservatoire de musique et de déclamation à Paris. Dans les années 1920, elle se produit dans des salles du monde entier, jouant notamment Poulenc. Elle accompagne en particulier pendant quatre ou cinq ans la soprano brésilienne Vera Janacópulos (en). Le compositeur Ermend-Bonnal lui dédie son Menuet de l'Eléphant.
En parallèle à sa carrière artistique, elle poursuit des études de radiologie,.
Elle épouse à Paris à l'âge de 24 ans Étienne Lang, fils d'un industriel et d'une fille de Simon Lazard, le fondateur de la banque Lazard. Le couple divorce six ans plus tard, après avoir eu trois enfants, dont le mathématicien Serge Lang.
Elle rencontre entre 1933 et 1939 Jehan-Édouard de Pindray d'Ambelle, comte et futur marquis de Pindray d'Ambelle. C'est un officier de carrière de deux ans son aîné, affecté aux troupes spéciales du Levant. À Beyrouth, Hélène donne naissance à une fille, Jeanne de Pindray d'Ambelle en mai 1939.
C'est probablement parce qu'elle le suit en Extrême-Orient après qu'il s'est évadé en 1940 qu'elle est à Shanghaï quand elle s'engage dans les Forces françaises libres en octobre 1941, : son objectif est de rejoindre Manille pour y occuper un poste de speakerine pour la radio américaine. Du 11 décembre 1941 à mars 1942, elle travaille à mettre en sécurité ou détruire des archives à Hong Kong, puis est chargée de rechercher des prisonniers et de diverses missions de renseignement, de ravitaillement et de visites clandestines après la chute de la ville, notamment destinées à la mise en sécurité des biens des Français ou alliés.
Le couple se marie  le 18 octobre 1944 à Hanoï, Jehan de Pindray étant alors capitaine au 11e régiment d'infanterie coloniale en Indochine. Parlant russe, français, anglais et allemand, elle voyage en Chine, en Thaïlande, en Cochinchine, au Tonkin, au Cambodge. Elle enseigne — probablement la musique — au collège américain de Bangkok puis au collège français de Shanghai.
Veuve en 1975, elle reste à La Rochelle où le couple s'était établi dans les années 1960 et y meurt le 12 juillet 1983.

## Distinction
- Officier de l'ordre national du Mérite[2]